# Ion Gheorghe Maurer

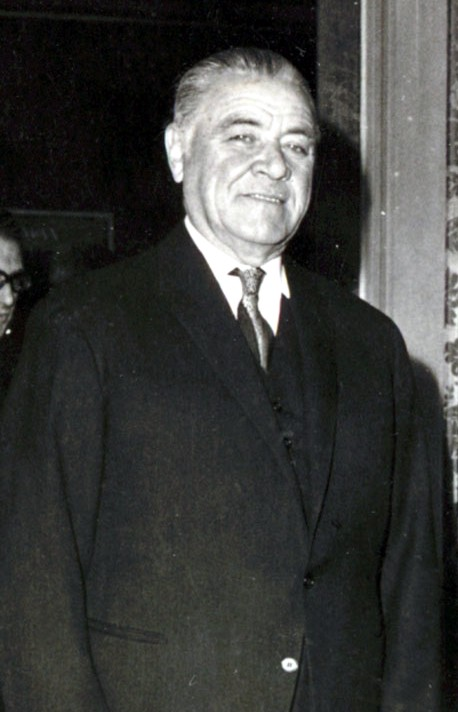
Ion Gheorghe Maurer

Ion Gheorghe Maurer (* 23. September 1902 in Bukarest; † 8. Februar 2000 ebenda) war ein rumänischer Jurist und kommunistischer Politiker, der der deutschen Minderheit des Landes angehörte.

## Leben und Wirken
Ion Gheorghe Maurer stammte aus Bukarest und war Sohn eines Gymnasiallehrers. Er stammte von Siebenbürger Sachsen ab. Sein Großvater wanderte aus Schässburg in Siebenbürgen in die Große Walachei aus. Seine Mutter war Französin. Maurer wuchs in großbürgerlichen Verhältnissen auf und hatte ein weltmännisches Auftreten.
Als Rechtsanwalt verteidigte er Mitglieder illegaler linker und antifaschistischer Gruppierungen vor Gericht, wie beispielsweise im Craiova-Prozess 1936, als er in Zusammenarbeit mit Lucrețiu Pătrășcanu für die Angeklagten Ana Pauker, Alexandru Drăghici und Alexandru Moghioroș plädierte. Im Zweiten Weltkrieg wurde er für seine politischen Aktivitäten inhaftiert, unter anderem im Lager in Târgu Jiu.
Seine politische Laufbahn hat er in den Reihen der Nationalliberalen Partei Brătianus begonnen. Später wechselte er zur radikalen Bauernpartei Junians über. 1936 wurde er Mitglied der Kommunistischen Partei Rumäniens. Maurer war zweimal wegen seines Kampfes gegen die Faschisierung Rumäniens verhaftet und verurteilt worden. 1941 war er im Konzentrationslager in Târgu Jiu interniert, kam aber auf Grund seiner guten Beziehungen zu Staatschef General Antonescu bald wieder frei.
Nach dem Krieg wurde er Mitglied des Zentralkomitees der in Rumänische Arbeiterpartei umbenannten KP und nahm verschiedene Ministerposten in der kommunistischen Regierung Rumäniens ein. Er unterstützte die nationalistische Politik von Gheorghe Gheorghiu-Dej und wurde 1957 schließlich für zwei Jahre Außenminister. Danach wurde er Präsident der Nationalversammlung vom 11. Januar 1958 bis 21. März 1961 und war im Anschluss bis zum 29. März 1974 Ministerpräsident, bevor er sich aus dem öffentlichen Leben zurückzog.
Im März 1989 unterzeichnete er zusammen mit Ion Iliescu einen Brief, in dem er Staats- und Parteichef Nicolae Ceaușescu aufforderte, eine gemäßigtere Politik zu verfolgen. Der Brief wurde von Ceaușescu als Verrat interpretiert, und die Unterzeichner, darunter Maurer, wurden unter Hausarrest gestellt. Nach dem Sturz von Ceaușescu (Dezember 1989) wurde der Hausarrest durch das neue Regime aufgehoben. Ion Maurer starb im Alter von 97 Jahren.